# Rebecca Adlingtonová
Rebecca "Becky" Adlingtonová (v originální anglické formě Rebecca "Becky" Adlington, * 17. února 1989, Mansfield) je britská plavkyně. Je dvojnásobnou olympijskou vítězkou z her v Pekingu 2008, mistryní světa i držitelkou světového rekordu.

## Raný život a vzdělání
Adlingtonová se narodila v Mansfieldu v hrabství Nottinghamshire, kde navštěvovala školu The Brunts School, která se od roku 2012 jmenuje Brunts Academy. Začala plavat v plaveckém klubu Sherwood Colliery Swimming Club a byla vybrána do elitního družstva hrabství Nottinghamshire (Nova Centurion Swimming Club). Plavala v místní plavecké lize za Nottingham Leander Swimming Club, v květnu 2010 se zúčastnila národního finále Speedo 'B'.

## Sportovní kariéra
Specializuje se na závody volným způsobem, zejména delší tratě. Do světa plavání vlétla jako kometa v roce 2008. Británii reprezentovala na olympijských hrách v Pekingu a hned zvítězila na obou svých oblíbených tratích 400 a 800 metrů volný způsob. Nejprve dominovala na kratší trati, kde v posledních dvaceti metrech porazila Američanku Katie Hoffovou. O několik dní později vytvořila v rozplavbě na 800 metrů nový olympijský rekord a ve finále z něj ubrala další čtyři sekundy a suverénně zvítězila. Překonala také světový rekord Janet Evansové z roku 1989, což byl tou dobou nejstarší plavecký světový rekord. Když jen Evansová v roce 1989 zaplavala, bylo Adlingtonové pouze šest měsíců. 

V dalším roce trochu ustoupila do pozadí, na mistrovství světa 2009 na osmistovce skončila až čtvrtá a byla vděčná za dvě bronzové medaile – na 400 metrů volný způsob a ve štafetě 4 × 200 metrů. Na výsluní se vrátila na poslední světovém šampionátu v roce 2011, kde opět vyhrála svou oblíbenou 800metrovou trať. 

V Británii je populární a uznávanou sportovkyní, mimo jiné obdržela titul důstojníka Řádu britského impéria či byla podle BBC v roce 2008 zvolena třetí nejvýznamnější sportovní postavou roku 2008. V anketě o nejlepšího sportovce roku Laureus World Sports Awards byla v roce 2007 zvolena objevem roku.
Na mistrovství světa ve vodním slalomu 2011 získala zlatou medaili na 800 metrů, když porazila Lotte Friisovou na závěrečných 50 metrech, a stříbro na 400 metrů za světovou rekordmankou Federicou Pellegriniovou z Itálie.[19]
Na Letních olympijských hrách 2012 v Londýně získala bronzovou medaili na 400 metrů volným stylem v čase 4:03,01 a další bronzovou medaili na 800 metrů volným stylem v čase 8:20,32. V roce 2012 získala bronzovou medaili na 400 metrů volným stylem v čase 8:20,32. Po skončení Adlingtonová prohlásila, že závod na 800 metrů již nepodnikne a v Riu nebude startovat.

## Osobní život
V roce 2005 Adlingtonové sestra Laura onemocněla encefalitidou, zánětem mozku. Její sestra se časem uzdravila, ale následky tohoto onemocnění inspirovaly Adlingtonovou k tomu, aby v roce 2012 řekla: „Přimělo mě to k většímu odhodlání. Nutí mě to tvrději trénovat.“ Adlingtonová se v roce 2009 stala velvyslankyní Společnosti pro encefalitidu, aby pomohla zvýšit povědomí o této nemoci.
V roce 2014 se Adlingtonová provdala za bývalého plavce Harryho Needse, v roce 2015 se jim narodila dcera, v březnu 2016 Adlingtonová oznámila rozchod s Needsem.
Dne 4. března 2021 oznámila Adlingtonová a její přítel Andy Parsons narození syna. Dne 5. září 2021 oznámila, že se pár vzal.

## Osobní rekordy
- 400 m polohový závod: 4:56.34 (2006, Barcelona)

- 200 m volný způsob: 1:56.66 (2008, Sheffield)
- 400 m volný způsob: 4:00.79 (2009, Řím)
- 800 m volný způsob: 8:14.10 (2008, Peking)